# William Brown (ammiraglio)
William Brown, conosciuto anche come Guillermo Brown (Foxford, 22 giugno 1777 – Buenos Aires, 3 marzo 1857), è stato un ammiraglio irlandese naturalizzato argentino.
Le sue vittorie nella guerra d'indipendenza, nella guerra argentino-brasiliana e nell'episodio del blocco navale anglo-francese del Río de la Plata guadagnarono il rispetto e l'approvazione della popolazione argentina e mondiale, per la quale è considerato un eroe nazionale. Creatore e primo ammiraglio delle forze marittime del Paese, è comunemente conosciuto come "il padre della Marina militare argentina".

## Biografia

### I primi anni
Nato a Foxford, nel Regno d'Irlanda, il 22 giugno 1777, William Brown emigrò con la sua famiglia in Pennsylvania nel 1786. Cominciò la sua carriera come mozzo sulle navi mercantili, navigando per dieci anni nelle acque dell'Atlantico, dove acquisì esperienza fino ad arrivare al grado di capitano. Nel 1796 fu catturato da una nave britannica, che lo obbligò a prestare servizio nella Marina Britannica. L'imbarcazione su cui viaggiava fu in seguito catturata da una nave francese, che lo portò prigioniero a Lorient. Di qui fu trasferito a Metz, da dove riuscì a fuggire travestito da ufficiale francese; catturato nuovamente, fu trasferito nella piazzaforte di Verdun. Brown, tuttavia, riuscì a fuggire anche da questa prigione in compagnia di un colonnello inglese chiamato Clutchwell, riparando in territorio tedesco, e raggiungendo in seguito l'Inghilterra grazie all'aiuto di Carlotta di Hannover, principessa britannica sposata al duca di Würtemberg.
Tornato ad operare nella marina mercantile britannica, Brown si sposò con Elizabeth Chitty il 29 luglio 1809. Subito dopo si trasferì nel Río de la Plata, dove intraprese un'attività commerciale, aprendo il primo servizio di trasporto tra Buenos Aires e Montevideo.

### Guerra d'indipendenza

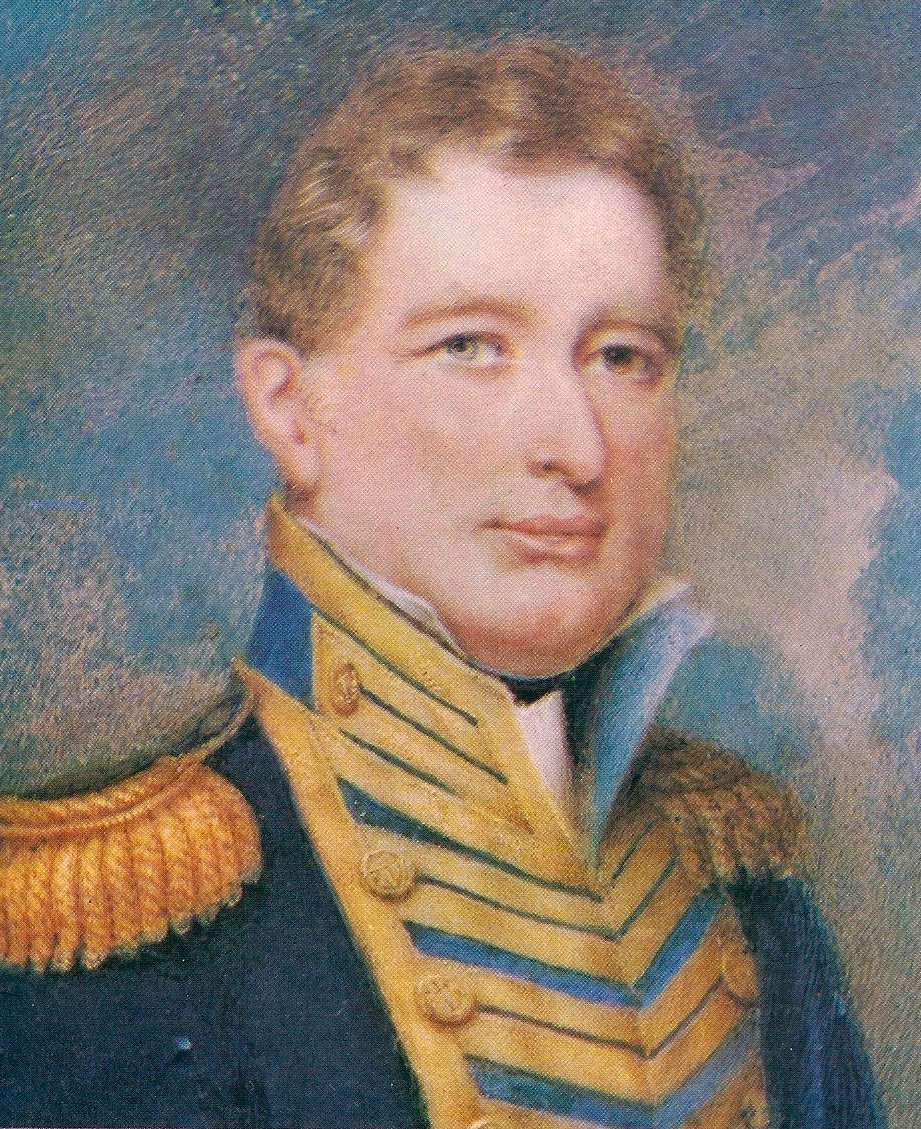
L'ammiraglio Brown (miniatura di Henry Hervè, 1825).

Nel 1810, William Brown fu coinvolto nella guerra d'indipendenza al suo arrivo al porto di Buenos Aires: quando la sua imbarcazione fu requisita dalla flotta spagnola organizzò un'azione con la quale catturò una delle navi imprigionate dai realisti e la riportò nel porto della città, controllata ormai dagli indipendentisti.
L'assedio dell'esercito indipendentista a Montevideo, città nella quale si erano rifugiati i realisti, era ostacolato dalla flotta navale spagnola, che possedeva il controllo totale dell'estuario del Río de la Plata e di tutti i fiumi interni. Su iniziativa del ministro di Buenos Aires Juan Larrea, gli indipendentisti decisero di formare una loro flotta in grado di contrastare le azioni navali spagnole; il nuovo Direttore Supremo, Gervasio Antonio de Posadas, scelse William Brown come comandante della flotta in costruzione.
La squadriglia navale di Buenos Aires era composta principalmente da tre navi, l'Hercules, lo Zéfiro e il Nancy, che imbarcavano 400 uomini e 60 cannoni; tra il 10 e il 15 marzo del 1814 Brown, al comando delle operazioni navali degli indipendentisti, riuscì a strappare agli spagnoli l'isola di Martín García, importante posizione strategica nel Río de la Plata, e a respingere le imbarcazioni avversarie nel fiume Uruguay.
Tra il 13 e il 15 maggio gli spagnoli tentarono il contrattacco, ma furono di nuovo sconfitti, grazie ad un'abile manovra di Brown, nella battaglia del Buceo; il controllo del mare permise ai patrioti di accerchiare Montevideo, che, senza più possibilità di ricevere risorse, fu costretta a capitolare alle forze terrestri di Carlos María de Alvear.
Terminata la campagna navale, Brown si vide assegnare dal governo di Buenos Aires nel settembre del 1815 una squadriglia con la quale effettuare una guerra di corsa nel Pacifico; dopo aver bloccato il porto del Callao fu fatto prigioniero in un tentativo di attacco a Guayaquil. Liberato grazie ad uno scambio di prigionieri, continuò a scorrazzare in seguito per le coste sudamericane catturando e razziando navi spagnole. Doppiato nuovamente Capo Horn, gettò alla fine l'ancora alle Barbados, dove fu accusato di pirateria dalle autorità britanniche che gli sequestrarono nave e carico.
Dopo aver affrontato un processo a Londra per riottenere le sue proprietà, tornò a Buenos Aires, dove fu investigato dal governo per le sue azioni; assolto, si ritirò dal servizio attivo.

### La guerra argentino-brasiliana

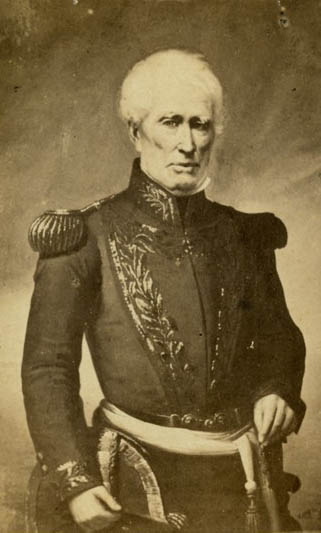
William Brown nel 1865.

Allo scoppio della guerra argentino-brasiliana, dichiarata dall'imperatore Pietro I il 14 dicembre 1825, le Province Unite si trovarono nella necessità di dover formare una nuova flotta in grado di proteggere Buenos Aires dal blocco navale tentato dal governo brasiliano.
A William Brown, richiamato in servizio, furono dati a disposizione due brigantini, il General Balcarce e il General Belgrano, ed una corvetta; a queste si aggiunse in tutta fretta qualche altra goletta. L'impero brasiliano aveva invece a sua disposizione 80 navi da guerra.
Brown fortificò le coste dell'isola strategica di Martín García e, all'inizio di febbraio del 1827, mosse contro le navi nemiche. Il 9 febbraio raggiunse una squadra brasiliana e la sconfisse nei pressi dell'isola del Juncal.
Dopo una serie di operazioni navali, l'11 giugno Brown, al comando di una squadra di 11 imbarcazioni, sconfisse una flotta brasiliana di 31 navi nella battaglia di Los Pozos, combattuta in vista del porto di Buenos Aires.
Dopo aver partecipato alla firma del trattato di pace tra le Province Unite e l'Impero del Brasile, Brown fu per breve periodo, durante i rivolgimenti susseguenti al colpo di Stato di Juan Lavalle del 1º dicembre 1828, governatore della provincia di Buenos Aires.

## La guerra con l'Uruguay
I rivolgimenti interni delle province argentine, sfociati in una continua guerra civile, si intrecciarono con quelli dell'Uruguay, sconvolto dalla Guerra Grande, nella quale si affrontavano i blancos, appoggiati dai federalisti argentini, contro i colorados, che avevano il sostegno di Gran Bretagna, Francia, Brasile e degli unitarios argentini.
I colorados di Fructuoso Rivera, preso il potere, organizzarono una squadra navale, il comando della quale fu dato prima a John Coe, un tempo allievo di Brown. L'ammiraglio irlandese fu richiamato per la seconda volta in servizio nel 1838, stavolta dal governatore di Buenos Aires Juan Manuel de Rosas, per contrastare le operazioni navali della flotta uruguaiana.
Al comando dei brigantini Belgrano, San Martín, Vigilante ed Echagüe, della goletta 9 de Julio e della corvetta 25 de Mayo, Brown partì verso Montevideo, sconfiggendo il 24 maggio 1841 l'avversario e rendendosi padrone della navigazione nel Río de la Plata. Scontento dell'operato di Coe, Rivera lo sostituì al comando della flottiglia con Giuseppe Garibaldi.
Alla fine di giugno del 1842, Garibaldi, al comando di 5 imbarcazioni camuffate con i colori argentini, eluse senza combattere il blocco avversario e imboccò il fiume Paraná, con lo scopo di dare appoggio ai rivoluzionari di Corrientes; Brown salpò da Buenos Aires per inseguirlo, intrappolandolo nel fiume, dove, impossibilitato a risalirlo, Garibaldi fece sbarcare i suoi uomini sulla Costa Brava e ad incendiare le imbarcazioni, attendendo l'arrivo dell'avversario. Il 15 agosto iniziò il combattimento; il giorno successivo i soldati uruguaiani si trovarono costretti a fuggire, lasciando sul campo l'intera flottiglia.
L'intervento franco-britannico a favore dei colorados, con il blocco navale attuato dal 1845, costrinse in seguito Brown all'inattività a Buenos Aires.

## Gli ultimi anni
Dopo aver visitato la nativa Irlanda, Brown si ritirò nuovamente a vita privata. Alla caduta di Rosas, gli fu consegnata dal nuovo presidente della Confederazione Argentina, Justo José de Urquiza, una comunicazione con la quale si confermavano all'ammiraglio tutti gli onori e le prerogative.
William Brown morì il 3 marzo 1857. Ai suoi funerali gli furono concessi gli onori di stato; i suoi resti si trovano nel Cimitero della Recoleta a Buenos Aires.